# Asplenium lobmingense
Asplenium lobmingense är en svartbräkenväxtart som beskrevs av Lovis, Melzer och Reichst. Asplenium lobmingense ingår i släktet Asplenium och familjen Aspleniaceae. Inga underarter finns listade.